# 都田町
都田町（みやこだちょう）は静岡県浜松市浜名区の町名。丁番を持たない単独町名である。住居表示未実施。

## 地理
浜松市浜名区の中部に位置する。東で新都田・宮口・新原・平口、西で引佐町三岳及び細江町中川、南で根洗町・三幸町・大原町、北で滝沢町・鷲沢町・大平（おいだいら）・四大地と接する。

### 河川
- 都田川
- 和地大谷川

## 歴史

### 町名の由来
平安時代に書かれた「和名類聚抄」によると、都田は遠江国の13郡のうちの引佐郡に属し、四郷のうちの1つである京田郷と記され、その読み方は「美夜古太（高山寺本）」または「美也古多（東急本）」と示されている。また「ミヤケダ=屯倉田」が転化して都田となった説もある。

### 沿革
- 1876年（明治9年） - 引佐郡上都田村及び下都田村が合併し、都田村となる[書籍 2]。
- 1889年（明治22年）4月1日 - 町村制の施行により、都田村が周辺の村と合併して改めて引佐郡都田村となる[WEB 7]。旧村名は都田村の大字として残る[書籍 3]。
- 1948年（昭和23年）3月30日 - 都田農業協同組合が設立される。
- 1954年（昭和29年）9月10日 - 都田公民館が開館する。
- 1955年（昭和30年）
  - 3月31日 - 都田村が浜松市に編入される。
  - 10月 - 大字都田から都田町へ住所表記を変更する[WEB 8]。
- 1966年（昭和38年）4月1日 - 都田小学校南分教場が都田南小学校として分離独立する。
- 1963年（昭和38年）6月1日 - 桜ヶ丘幼稚園が浜北キリスト教会によって開設される。
- 1969年（昭和44年）6月1日 - 私立都田保育園が開園する。
- 1975年（昭和50年）4月 - 桜ヶ丘幼稚園の経営を聖隷福祉事業団が引き継ぎ、桜ヶ丘保育園として再スタートする。
- 1979年（昭和54年）
  - 農免道路（都田中学前 - 滝沢町東間）が完成する。
  - 都田公民館が現在地（旧都田村役場跡地）に移転する。
- 1986年（昭和61年） - 吉影地区に湛水防除施設が完成する。
- 1988年（昭和63年）4月1日 - 常葉学園浜松大学が開学する。
- 1992年（平成4年）5月12日 - 浜松市農業バイオセンターが開所する。
- 1995年（平成7年）4月1日 - 浜松市都田農協をはじめ14の周辺農協が合併し、とぴあ浜松農協が発足する。
- 1996年（平成8年）10月1日 - 浜松市フルーツパークがオープンする。
- 1998年（平成10年）4月1日 - 常葉学園浜松大学から浜松大学へ名称変更する。
- 2000年（平成12年）5月15日 - 浜北市大字内野との間で境界変更を実施する[WEB 7]。
- 2006年（平成18年）4月1日 - 静岡県立農業経営高等学校と静岡県立浜松城南高等学校が再編し、静岡県立浜松大平台高等学校が浜松市大平台に開設される。
- 2007年（平成19年）4月1日 - 浜松市が政令指定都市となる。都田町は北区の一部となる。
- 2013年（平成25年）4月1日
  - 浜松市立都田公民館が浜松市都田協働センターへ名称変更する。
  - 浜松大学が富士常葉大学とともに常葉学園大学に統合し、常葉大学に名称変更する。
- 2015年（平成27年）4月 - 桜ヶ丘保育園が幼保連携型認定こども園に移行し、聖隷こども園桜ヶ丘に名称変更する。
- 2018年（平成30年）4月1日 - 私立都田保育園が幼保連携型認定こども園に移行し、みどりのもり都田に名称変更する。
- 2024年（令和6年）1月1日 - 浜松市の行政区再編により、都田町は浜名区の一部となる。

## 施設
- 社会福祉法人聖隷福祉事業団 幼保連携型認定こども園 聖隷こども園桜ヶ丘
- 社会福祉法人都田会 幼保連携型認定こども園 みどりのもり都田
- 浜松市立都田小学校
- 浜松市立都田南小学校
- 浜松市立都田中学校
- 学校法人常葉大学 常葉大学浜松キャンパス
- 浜松市都田協働センター
- 浜松市フルーツパーク（はままつフルーツパークときのすみか）
- 浜松市立都田図書館
- 浜松いわた信用金庫都田支店
- 遠州信用金庫都田支店
- 都田郵便局
- JAとぴあ浜松（都田支店、テクノ支店）
- Honda都田サッカー場
- 新東名高速道路浜松SA（下り）
- 遠州鉄道三方原営業所都田車庫
- JA-SS都田SS（とぴあサービス運営のセルフSS）
- セブン-イレブン浜松都田店
- ローソン浜松都田店
- 曹洞宗都田山龍洞院
- 曹洞宗延命山東川寺
- 曹洞宗貴見寺
- 曹洞宗玉雲寺
- 須倍神社
- 沢上稲荷神社

## 交通

### 鉄道
- 天竜浜名湖鉄道線：（新所原 方面 - ）常葉大学前 - 都田 - フルーツパーク（ - 掛川 方面）

### バス
- 遠鉄バス
  - 46都田線（都田駅前発着系統）：（浜松駅（葵町経由） 方面 - ）じんごうじ - 一色入口 - 中津 - 常葉大保健医療学部前（ - 常葉大学東門 - 常葉大学正門） - 東越（とうのこし） - 都田橋 - 都田西 - 都田郵便局 - 都田 - 都田駅前
  - 46都田線（都田車庫発着系統）：（浜松駅 方面 - ）じんごうじ - 一色入口 - 中津 - 常葉大保健医療学部前（ - 常葉大学東門 - 常葉大学正門） - 東越 - 都田橋 - 都田西 - 都田郵便局 - 都田 - 藤渕橋 - 都田車庫
  - 46-テ都田線：（浜松駅（葵町経由） 方面 - ）都田口北 - 本田サッカー場西 - 本田サッカー場 - 前原西 - 前原 - 都田南小学校（ - 新都田内区間） - 坂下 - 横尾 - 都田車庫 - 藤渕橋 - 都田 - 都田駅前
  - 56萩丘都田線：（浜松駅 方面（中央署経由） - ）白昭 - 前原南 - 相羽内科入口（ - 新都田内区間） - 坂下 - 横尾 - 都田車庫 - 藤渕橋 - 都田駅前 - 藤渕橋 - 天浜線フルーツパーク駅 - フルーツパーク
- 浜松市北地域バス（にこにこバス）[注釈 1]：（聖隷三方原病院 方面 - ）都田口北 - 本田サッカー場 - 相羽内科前 - しむら歯科医院前 - 香公園西（ - 新都田内区間） - 沢上公園 - 坂下 - 横尾 - 都田車庫 - 都田駅前 - 都田中学（ - 鷲沢・狸穴集会所 方面）

### 道路
- 新東名高速道路
- 国道362号（宮口バイパス）
- 静岡県道299号渋川都田停車場線
- 静岡県道318号横尾根洗線
- 静岡県道391号細江浜北線
- 浜松市道東三方都田線（都田テクノロード）
- 浜松市道萩丘都田線（もくれん通り）

## その他

### 学区
小学校・中学校の学区は以下の通りである。
- 浜松市立都田小学校（沢上・前原・白昭は浜松市立都田南小学校）
- 浜松市立都田中学校

### 警察
警察の管轄区域は以下の通りである。
| 番・番地等 | 警察署     | 交番・駐在所 |
| ---------- | ---------- | ------------ |
| 全域       | 細江警察署 | 都田交番     |

### 消防
消防の管轄区域は以下の通りである。
| 番・番地等 | 消防署   | 本署/出張所 |
| ---------- | -------- | ----------- |
| 全域       | 北消防署 | 本署        |